# Gösta Lagerberg
Gustaf (Gösta) Otto Fredrik Lagerberg, född 29 augusti 1826 i Göteborg, död 6 januari 1904 på Fagersta herrgård i Västanfors socken, var en svensk greve och officer.
Lagerberg blev kadett vid Krigsakademien på Karlberg 1839 och utexaminerades därifrån 1845. Han blev underlöjtnant vid Andra livgardet 1845, löjtnant där 1847, var kommenderad till Andra livregementets fältbataljon till Skåne och Danmark 1848 och blev stabsadjutant vid Livgardesbrigaden 1854. Lagerberg blev kapten i armén 1858, vid Andra livgardet 1859, regementskvartermästare 1861, major vid Andra livgardet 1868 och tredje major 1874. Han var ledamot av kommittén angående pensionering av arméns befäl och underbefäl med vederlikar 1875, blev överstelöjtnant i armén 1878 och var 1879 befälhavare för en kommendering till Sundsvall i samband med Sundsvallsstrejken. Lagerberg var överste och sekundchef för Andra livgardet 1880–1888. Han blev 1866 riddare och 1885 kommendör av första klassen av Svärdsorden och 1880 riddare av Zähringer Löwenorden.
Gösta Lagerberg var son till överstelöjtnant Claes Sven Lagerberg och Hedvig von Rosen samt bror till Sven Lagerberg. Han gifte sig 1856 med Augusta Aspelin och det föddes tre barn i äktenskapet.